# Syndrome cholériforme
Un syndrome cholériforme est un syndrome digestif provoqué par des germes toxinogènes (sécrétant des toxines). Les principaux germes impliqués sont le Staphylococcus aureus, le Clostridium perfringens ainsi que E. coli entéro-toxinogène et le Vibrio cholerae. Les principaux symptômes sont une diarrhée aqueuse abondante, accompagnée de douleurs abdominales et souvent de vomissements, mais sans fièvre le plus souvent, pouvant parfois se compliquer d'une déshydratation. Il est à différencier du syndrome dysentérique, un autre syndrome digestif caractérisé par une infection via des germes entéro-invasifs.